# Kanton Rezé
Kanton Rezé (fr. Canton de Rezé) je francouzský kanton v departementu Loire-Atlantique v regionu Pays de la Loire. Tvoří ho dvě obce.

## Obce kantonu
- Bouguenais
- Rezé (část)